# Letecké muzeum Koněšín
Het Letecké muzeum Koněšín (Nederlands: Luchtvaartmuseum Koněšín) is een Tsjechisch luchtvaartmuseum sinds 2016 gevestigd in Koněšín. Het museum is gericht op les- en trainingsaspect in zowel militaire als civiele luchtvaart uit Tsjecho-Slowakije en Tsjechië.
Het museum is in 2009 opgericht in Olomouc als Letecké muzeum Olomouc, waar het gevestigd was bij het vliegveld Olomouc-Neředín, een van de oudste vliegvelden van het land. Het museum bevond zich in een hangaar die voorheen werd gebruikt door de Sovjet-troepen die in Olomouc gevestigd waren.
Het museum werd sinds mei 2015 in zijn voortbestaan bedreigd doordat de gemeenteraad geen goedkeuring heeft gegeven aan de verlening van het huurcontract. Als reden wordt door de gemeenteraad aangedragen dat de hangaar in desolate toestand is en daarmee niet meer veilig zou zijn voor bezoekers.
In mei 2016 maakte het museum bekend dat het een nieuwe locatie gevonden had. In een oude radarinstallatie nabij het dorp Koněšín is een geschikte nieuwe locatie gevonden.